# Bianco e nero (film 2008)
Bianco e nero è un film del 2008 diretto da Cristina Comencini, con Fabio Volo, Ambra Angiolini e Aïssa Maïga.
È stato distribuito nelle sale cinematografiche l'11 gennaio 2008.

## Trama
Elena è una professionista, sposata e con una bambina, che lavora in un'organizzazione che si occupa dell'Africa e cerca di fronteggiare episodi di razzismo. Suo marito Carlo, che si occupa di elettronica, è completamente disinteressato al mondo della moglie. Costretto a partecipare a una conferenza per la presentazione di una campagna di sensibilizzazione sui problemi del continente africano, vi conosce Nadine, la bella moglie senegalese del collega di Elena. Tra i due nasce una complicità, che sfocerà presto in un amore travolgente, che legherà le difficoltà della relazione extra-coniugale a quelle di un amore inter-etnico, mettendo a nudo tutte le paure e i pregiudizi più o meno velati verso le persone di etnìa diversa, a partire proprio dall'emancipata Elena, ma anche da parte della comunità degli stranieri, chiusa in se stessa alla pari della società "dei bianchi".